# Charis craspediodonta
Charis craspediodonta är en fjärilsart som beskrevs av Dyar 1916. Charis craspediodonta ingår i släktet Charis och familjen Riodinidae. Inga underarter finns listade i Catalogue of Life.